# Daniel Naroditsky
Daniel Naroditsky (né le 9 novembre 1995 à San Mateo (Californie)) est un joueur d'échecs américain, grand maître international depuis 2013.
Au 1er février 2019, il est le 16e joueur américain et le 235e joueur mondial avec un classement Elo de 2 610 points.

## Carrière aux échecs
Naroditsky a appris les échecs à partir de l'âge de 6 ans avec son père. Peu de temps après il est inscrit à des cours. En mai 2007 il remporte le championnat d'échecs de Californie du Nord en catégorie K12 devenant le plus jeune joueur à remporter ce tournoi. Plus tard cette année, il gagne dans la catégorie des moins de douze ans au championnat du monde d'échecs de la jeunesse avec un score de 9,5/11.
En 2010, au championnat d'échecs des États-Unis, Naroditsky réalise un score de 7½/9 partageant la seconde place avec les grands maîtres Alexander Shabalov et Varuzhan Akobian, derrière le grand maître Alejandro Ramírez. Naroditsky a joué le championnat d'échecs des États-Unis en 2011 mais a terminé avec plus de défaites que de victoires. En juillet 2011 il obtient sa première norme de grand maître. Il obtient sa deuxième norme en 2013 à l'Open de Philadelphie en réalisant une égalité pour la première place avec le GM Fidel Jimenez.
Naroditsky est très actif sur le site de jeu d'échecs en ligne chess.com, dont il est la plupart du temps dans le top 20 des meilleurs joueurs en mode blitz et bullet.

## Livres
Naroditsky est aussi le plus jeune auteur de livre d'échecs de l'histoire[réf. nécessaire] depuis la publication de son premier livre à 14 ans en 2010.
- (en) Naroditsky, Daniel, Mastering Positional Chess : Practical Lessons from a Junior World Champion, New in Chess, 2010, 239 p. (ISBN 978-90-5691-310-6 et 90-5691-310-7)
- (en) Naroditsky, Daniel, Mastering Complex Endgames : Practical Lessons, Critical Ideas & Plans, New in Chess, 2012, 304 p. (ISBN 978-90-5691-405-9)